# دادای
دادای (به ترکی استانبولی: Daday) یک منطقهٔ مسکونی در ترکیه است که در استان قسطمونی واقع شده‌است. دادای ۹۴۰ متر بالاتر از سطح دریا واقع شده‌است.